# 6166 Univsima
6166 Univsima (1978 SP4) là một tiểu hành tinh vành đai chính được phát hiện ngày 27 tháng 9 năm 1978 bởi L. I. Chernykh ở Nauchnyj.
- eccentricity 0.0804056
- semimajor axis 2.9969 astronomical units
- độ nghiêng quỹ đạo 10.84923 degrees
- period 5.16 năm=1894.997 days
- absolute magnitude 12.1
- rotational period 9.6 giờ